# (22079) Kabinoff
(22079) Kabinoff (2000 AU151) – planetoida z pasa głównego asteroid okrążająca Słońce w ciągu 4,08 lat w średniej odległości 2,55 j.a. Odkryta 8 stycznia 2000 roku.